# Darien (New York)
Darien è un comune degli Stati Uniti d'America, situato nello Stato di New York, nella contea di Genesee.